# 小林宏樹
小林 宏樹（こばやし ひろき）は、ヘリンボーン所属の俳優。

## 人物
2017年倉本聰（作、演出）の舞台「走る」で全国公演デビュー。

## 特技
サッカー、ピアノ、歌

## 出演

### 舞台
- 「走る」[1] 　作・共同演出　倉本聰　演出

中村龍史　(2017年1月15日〜2017年3月7日)
全国17箇所　全27公演
- 「MOTHER  〜特攻の母 鳥濱トメ物語〜」

(2017年10月5日〜9日　新国立劇場　小劇場)
- 劇団BQMAP「カムナビカンカン」

（2017年11月29日〜12月3日　シアターサンモール）
- 宮下貴浩×私オム「蛇の亜種」

作　えのもとぐりむ　演出　私オム
（2017年12月20日〜28日）
- tetsutaro produce「風の音聞こえず、鈴音が落ちる」（2018年10月3日〜8日　下北沢　小劇場B1）
- πTOKYOプロデュース公演　英語劇

「クイーン・ヘイト・ザ・バンドワゴン」
（2021年5月26日〜31日　πTOKYO）
- πTOKYOプロデュース　朝の朗読会　6月

公演「帰れないふたり」作・演出　中島庸介
（2021年6月21日〜7月4日）

### ドラマ
- 花のち晴れ（2018年）‐常磐侑吾
- HiGH&LOW THE WORST EPISODE.0 (2019年)

### 映画
- ザ・ゲスイドウズ（2025年）[2]

### MV
- 川崎鷹也「ぼくのきもち」（2021年）[3]